# Pedro Antonio Ruiz Santos
Pedro Antonio Ruiz Santos (Villarrobledo, Albacete, 30 de julio de 1967)  es un abogado y político español del Partido Socialista Obrero Español (PSOE), delegado del Gobierno de Castilla-La Mancha en Albacete desde 2015. Fue presidente de la Diputación Provincial de Albacete y alcalde de Villarrobledo entre 2001 y 2011.

## Biografía
Nació el 30 de julio de 1967 en Villarrobledo, Albacete. Se licenció en Derecho y se formó como técnico superior en Prevención de Riesgos Laborales por la Universidad de Castilla-La Mancha. Ejerció de abogado entre 1992 y 1999 y actualmente está colegiado como no ejerciente en el Ilustre Colegio de Abogados de Albacete. Desde 1999 hasta 2015 fue asesor jurídico en la Diputación de Albacete.
Entre 2001, año en el que se convirtió en delegado de Industria de la Junta de Comunidades de Castilla-La Mancha, y 2011 fue presidente de la Diputación de Albacete y alcalde de Villarrobledo. Fue senador desde 2011 hasta 2015. El 10 de julio de 2015 tomó posesión como delegado de la Junta de Comunidades de Castilla-La Mancha en Albacete.